# Кофиау
Кофиау – остров группы островов Раджа-Ампат, в провинции Юго-Западное Папуа, Индонезия. Остров представляет собой поднятый коралловый известняк с вулканических холмами, покрытый мелколесьем. Остров является местом обитания для эндемичных эллиотова райского зимородка и монархов Кофиау. На островах Кофиау и Бу был обнаружен новый вид зеленого питона, который сохраняет свою неотеническую желтую окраску в зрелом возрасте.